# NGC 6041
NGC 6041 (również NGC 6041A, PGC 56962 lub UGC 10170) – galaktyka eliptyczna znajdująca się w gwiazdozbiorze Herkulesa w odległości około 424 milionów lat świetlnych. Odkrył ją Édouard Jean-Marie Stephan 27 czerwca 1870 roku. Jest to najjaśniejsza galaktyka klastra ACO 2151 (Abell 2151), zwanego też Gromadą w Herkulesie.
Na południowy zachód od jądra NGC 6041 widoczna jest znacznie mniejsza galaktyka, oznaczana zwykle jako NGC 6041B (lub PGC 56960); niektóre źródła za obiekt NGC 6041 uznają obie te galaktyki.